# Новий Тичин
Новий Тичин (нім. Neutitschein, пол. Nowy Tyczyn, чеськ. Nový Jičín) — колишня німецька колонія в Теребовлянському повіті Австро-Угорщини, а згодом Другої Речі Посполитої. Поселення знаходилося поблизу села Панталиха (тепер у Теребовлянському районі Тернопільської області), на обширі Панталиського степу.
У Географічному словнику Королівства Польського вказано, що село знаходилося на території Теребовлянського повіту Австро Угорщини. У міжвоєнний період до 1934 року колонія утворювала окрему сільську гміну, яка 1 серпня 1934 року в рамках реформи на підставі нового закону про самоуправління (23 березня 1933 року) увійшла до нової сільської гміни Дарахів (Теребовлянський повіт Тернопільського воєводства).
Є кілька різних датувань виникнення колонії. Згідно з одним джерелом, Новий Тичин був заснований колоністами-католиками 1835 року. Австрійський письменник Мартін Поллак, коротко описуючи Панталиський степ, згадує Новий Тичин і вказує інше датування: цю німецьку колонію було засновано нібито у часи Йосипа II. Проте колоністи були католиками і швидко асимілювалися (полонізувалися) в слов'янському оточенні.
У статті Географічного словника Королівства Польського про Панталиху коротко згадується і Новий Тичин, оскільки обидва поселення через малий розмір утворювали єдину гміну. Зокрема вказано, що Новий Тичин — це німецька колонія. Також в Панталисі і Новому Тичині разом було 122 парафіяни римо-католицької церкви. У статті словника про містечко Струсів вказано, що Новий Тичин належав до римо-католицької парафії Струсова. В іншій статті (про село Заздрість) згадується, що Новий Тичин був його присілком (вказано дві назви поселення — польську і німецьку).
В Географічному словнику Королівства Польського паралельно використовуються різні назви колонії — німецька та польська. Одна зі статей (Neutitschein) пояснює німецьку назву поселення — Nowy Jiczyn. Тобто можливо, що колоністи походили з моравського міста Новий Їчин (німецька назва міста — теж Neutitschein). Регіональне походження жителів колонії підтверджується у «Geschichte der Deutschen in den Karpathenländern» (Історія німців у Карпатах): «У Теребовлянському повіті німці з Моравії заснували колонію Нойтітшайн (належить до Заздрості)».
Хутір вилучений з реєстру населених пунктів, оскільки жителі були переселені.